# Jack McAuliffe
Jack McAuliffe est un boxeur irlandais né le 24 mars 1866 à Cork et mort le 5 novembre 1937.

## Carrière
Il devient le premier champion du monde poids légers de l'histoire en battant le 29 octobre 1886 Billy Frazier par KO au 21e round. McAuliffe défend 8 fois son titre avant de le laisser vacant en 1893 et de mettre un terme à sa carrière en étant resté invaincu en 1897.

## Distinction
- Jack McAuliffe est membre de l'International Boxing Hall of Fame depuis 1995[2].